# Route nationale 15 (France)
Pour les articles homonymes, voir Route nationale 15.
La route nationale 15, ou RN 15, était une route nationale française reliant Bonnières-sur-Seine (Yvelines) à Dieppe (Seine-Maritime).
Le décret du 5 décembre 2005 ayant entraîné son déclassement quasi intégral (hormis la traversée de Rouen), cette route n'existe pratiquement plus. La nouvelle numérotation est RD 915  ou RD 6015 selon les tronçons, dans les Yvelines,  l'Eure et la Seine-Maritime.
La RN 15 avait auparavant connu un changement radical à la fin des années 1970. En effet, avant la vague des renumérotations de cette époque, la RN 15 reliait Pontoise à Dieppe. À la suite du déclassement de celle-ci, il fut décidé de réutiliser le numéro libéré pour créer un axe reprenant diverses anciennes nationales entre l'A 13 et Le Havre.
Cette route constituait toutefois déjà un axe à part entière dès les années 1950 sous le nom de RN 13 bis. L'ancienne RN 15 a été déclassée en RD 915 dans le Val-d'Oise, l'Oise et dans la Seine-Maritime et en RD 15bis dans l'Eure. Seules deux sections sont encore classées comme des routes nationales :
- de Gournay-en-Bray à la côte de Saint-Aubin[1] sous le nom de route nationale 31 ;
- du hameau des Vertus à Dieppe sous le nom de route nationale 27.

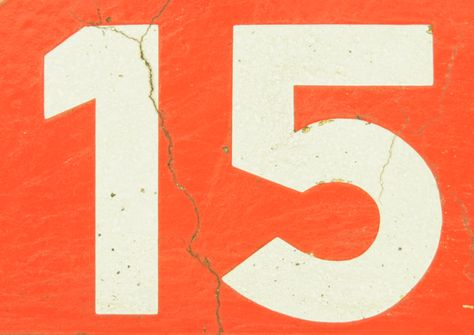
Cartouche d'une borne de la RN 15.

## Ancien tracé de Bonnières-sur-Seine au Havre
De Bonnières-sur-Seine à Rouen, le tracé originel de la RN 182 est devenu la RN 13bis dans les années 1950, la RN 15 dans les années 1970 et la RD 6015 en 2007 (sauf dans les Yvelines où elle a pris le nom de RD 915).

### De Bonnières-sur-Seine à Gaillon (D 915 & D 6015)
- Bonnières-sur-Seine D 915
- Jeufosse
- Port-Villez D 915
- Vernon D 6015
- Saint-Marcel
- Saint-Just, commune de La Chapelle-Longueville
- Mestreville, hameau de Saint-Pierre-d'Autils, commune de La Chapelle-Longueville
- Le Goulet, hameau partagé entre les communes de Saint-Pierre-d'Autils Saint-Pierre-de-Bailleul et Saint-Pierre-la-Garenne
- Bailly, quartier de Saint-Pierre-la-Garenne
- Les Sables, lieu-dit de Saint-Aubin-sur-Gaillon
- Gaillon D 6015

### De Gaillon à Rouen (D 6015)
- Gaillon D 6015
- Sainte-Barbe-sur-Gaillon, commune du Val d'Hazey
- Vieux-Villez, commune du Val d'Hazey
- Gournay, commune de Fontaine-Bellenger
- Fontaine-Bellenger
- Heudebouville
- Vironvay
- Saint-Pierre-du-Vauvray
- (Pont sur l'Eure à Val-de-Reuil)
- Val-de-Reuil
- Pont-de-l'Arche
- (Pont sur l'Eure et la Seine à Pont-de-l'Arche)
- Igoville
- Les Authieux-sur-le-Port-Saint-Ouen
- Saint-Adrien, commune de Belbeuf
- Amfreville-la-Mi-Voie
- Bonsecours
- Rouen D 6015

### De Rouen à Yvetot (D 6015)
De Rouen au Havre, le tracé originel de la RN 14 est devenu la RN 13bis dans les années 1950, la RN 15 dans les années 1970 et la RD 6015 en 2007.
- Rouen D 6015
- Déville-lès-Rouen
- Maromme
- Saint-Jean-du-Cardonnay
- Petit Melmont, commune de Roumare
- Malzaize, commune de Pissy-Pôville
- Barentin
- Saint-Antoine, commune de Mesnil-Panneville
- Croix-Mare
- Sainte-Marie-des-Champs
- Yvetot D 6015

### D'Yvetot au Havre (D 6015)
- Yvetot D 6015
- La Foulerie, commune de Valliquerville
- Valliquerville
- Alvimare
- Alliquerville, commune de Trouville
- Lanquetot
- Bolbec
- Saint-Eustache-la-Forêt
- Saint-Romain-de-Colbosc
- Saint-Aubin-Routot
- Gainneville
- Gonfreville-l'Orcher
- Harfleur
- Graville-Sainte-Honorine, commune du Havre
- Le Havre D 6015

## Ancien tracé de Pontoise à Dieppe

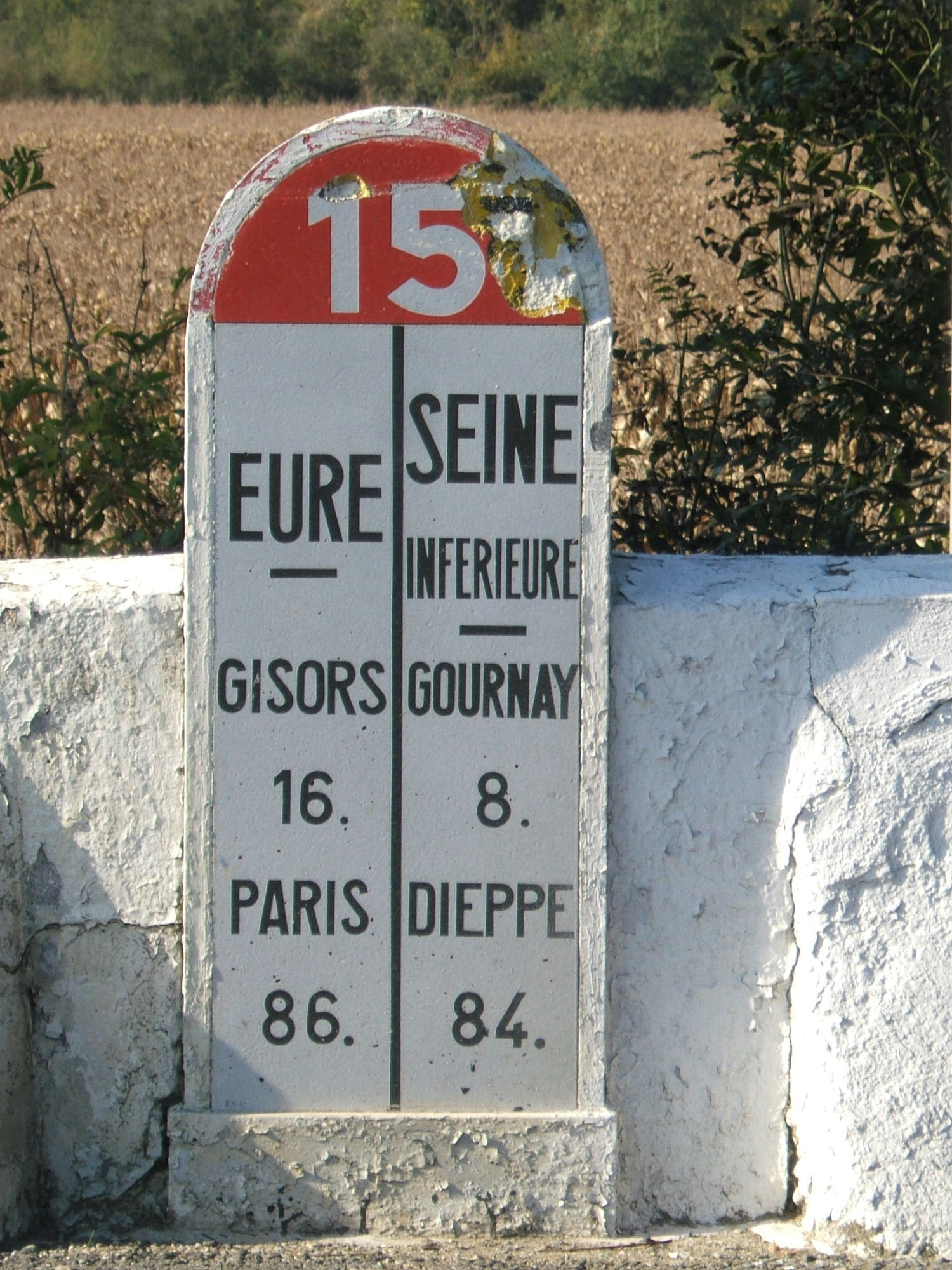
La borne interdépartementale entre l'Eure et la Seine-Inférieure.

### De Pontoise à Gournay-en-Bray (D 915 & D 15bis)
- Pontoise D 915
- Osny
- Cormeilles-en-Vexin
- Artimont, commune de Frémécourt
- Marines
- Chars
- Bouconvillers
- Branchu, commune de Lierville
- Le Fayel, commune de Boubiers D 915
- Gisors D 15bis
- Éragny-sur-Epte D 915
- Droittecourt, commune de Sérifontaine
- Sérifontaine
- Talmontiers D 915
- Bouchevilliers D 15bis
- Neuf-Marché D 915
- Gournay-en-Bray D 915

### De Gournay-en-Bray à Dieppe (N 31, D 915 & N 27)
- Gournay-en-Bray N 31
- Saint-Aubin, commune de Gournay-en-Bray D 915
- Forges-les-Eaux
- La Cavée, commune de Sommery
- Les Hayons, commune d'Esclavelles
- Martincamp, commune de Bully
- Pommeréval
- Les Grandes-Ventes
- Torcy-le-Grand
- Torcy-le-Petit
- La Chapelle-du-Bourgay
- Le Bois-Robert
- Beaumais D 915
- Les Vertus, commune de Saint-Aubin-sur-Scie N 27
- Dieppe N 27